# The Silence in Black and White
The Silence in Black and White (El Silencio en blanco y negro) Es un álbum de la banda post-hardcore Hawthorne Heights, publicado en junio de 2004.

## Canciones
1. Life on Standby – 4:11
2. Dissolve and Decay – 3:44
3. Niki FM – 3:59
4. The Transition – 4:04
5. Blue Burns Orange – 3:19
6. Silver Bullet – 4:03
7. Screenwriting an Apology – 3:41
8. Ohio Is for Lovers – 4:04
9. Wake Up Call – 4:02
10. Sandpaper and Silk – 3:36
11. Speeding Up the Octaves – 4:09

## CD/DVD
CD
1. Life On Standby
2. Dissolve and Decay
3. Niki Fm
4. The Transition
5. Blue Burns Orange
6. Silver Bullet
7. Screenwriting An Apology
8. Ohio Is for Lovers
9. Wake Up Call
10. Sandpaper and Silk
11. Speeding Up the Octaves
12. Silver Bullet (Demo)
13. Niki Fm (Demo)
14. Speeding Up the Octaves (Demo)
15. Ohio Is for Lovers (Live Acoustic On Q101)
16. The Transition (Live Acoustic On Q101)
17. Silver Bullet (Acoustic In The Studio)
18. Apparently Hover Boards Don't Work On Water (As a Day In the Life)

DVD
1. Life On Standby (Live)
2. Silver Bullet (Live)
3. Niki Fm (Live)
4. The Transition (Live)
5. Ohio Is for Lovers (Live)
6. Speeding Up the Octaves (Live)
7. Signing Footage
8. Entrevista a Hawthorne Heights
9. Yahoo: entrevista musical
10. Yahoo: Ohio Is for Lovers
11. Ohio Is for Lovers (Video musical)
12. Seven Commercial Spots
13. Speeding Up the Octaves (Video Demo)
14. Comentario de audio de: Ohio Is for Lovers
15. Comentarios de Victory Records.
16. Documental del tour de Hawthorne Heights
17. Los Fans Hawthorne Heights